# Банда мотоциклистов (фильм, 1994)
«Банда мотоциклистов» (англ. Motorcycle Gang) — телевизионный боевик 1994 года американского режиссёра Джона Милиуса.

## Тэглайнфильма
This California Vacation Turns Into The Road Trip from Hell!

## Сюжет
Семья Карла Морриса переезжает. Дочь-акселератка и мать-вертихвостка по дороге к новому дому привлекли внимание четвёрки байкеров-хулиганов. Те убивают своего дружка-адвоката, а затем всех подружек по трассе. Ну а дальше начинается стычка добропорядочной семьи с теми, кто вынесен в заголовок картины.
Фильм отличает от сотни подобных личность режиссёра Дж. Милиуса, «певца культа одиночки и американского образа жизни», как мило его охарактеризовал один известный советский киновед[кто?] много лет тому назад.

## В ролях
- Джералд Макрэйни — Кэл
- Джейк Бьюзи — Джейк
- Джон Кассини — Крэб
- Ричард Эдсон — Уолкер
- Карла Гуджино — Ленн
- Элан Оберон — Джен